# بول دينللو
بول دينللو (بالإنجليزية: Paul Dinello)‏ هو روائي وكاتب سيناريو ومخرج وممثل أمريكي، ولد في 28 نوفمبر 1962 بشيكاغو في الولايات المتحدة.

## أعمال

### أفلام
- (2007) بي كايند ريوايند[4]

## وصلات خارجية
- بول دينللو على موقع IMDb (الإنجليزية)
- بول دينللو على موقع الموسوعة البريطانية (الإنجليزية)
- بول دينللو على موقع ألو سيني (الفرنسية)
- بول دينللو على موقع أول موفي (الإنجليزية)
- بول دينللو على موقع قاعدة بيانات الأفلام السويدية (السويدية)
- بول دينللو على موقع إن إن دي بي (الإنجليزية)
- بول دينللو على موقع قاعدة بيانات الفيلم (الإنجليزية)
- بول دينللو على موقع كينوبويسك (الروسية)